# 深川官製談合事件
深川官製談合事件（ふかがわかんせいだんごうじけん）は、2006年（平成18年）6月に行われた、北海道深川市にある市立納内（おさむない）小学校校舎改築機械設備工事の入札を巡る談合事件である。

## 概説
入札を巡って旭川市の管工事業者「東洋設備」の共同企業体が落札できるよう、深川市が主導して「深川建設業協会」や業者が談合したとされている。
2006年11月から12月にかけて、当時の市長河野順吉ら8名が道警旭川方面本部捜査課などに逮捕された。

## 市長経験者の収賄罪
北海道内で市長経験者が収賄罪に問われたのは1994年（平成6年）2月の恵庭市の汚職事件以来である。加重収賄罪に問われるのは戦後初めて。